# Migas variapalpus
Migas variapalpus är en spindelart som beskrevs av Raven 1984. Migas variapalpus ingår i släktet Migas och familjen Migidae.
Artens utbredningsområde är Queensland. Inga underarter finns listade i Catalogue of Life.